# ムリナール・セーン
ムリナール・セーン（Mrinal Sen、1923年5月14日 - 2018年12月30日 ）は、インドの映画監督。ベンガル語映画を中心にヒンディー語映画、テルグ語映画で活動し、同時代のサタジット・レイ、リッティク・ゴトク、タパン・シンハーと共にインド映画で最も優れた映画製作者の一人に挙げられており、東インドにおけるニュー・ウェーヴ映画運動（パラレル映画）に大きな影響を与えた。
国家映画賞を始めとするインド国内の主要な映画賞を数多く受賞し、2005年にはインド映画界の最高賞であるダーダーサーヘブ・パールケー賞を受賞した。また、カンヌ国際映画祭、ヴェネツィア国際映画祭、ベルリン国際映画祭で賞を受賞した数少ないインド人監督の一人であり、このほかにパドマ・ブーシャン勲章、芸術文化勲章、友好勲章などの国家勲章も受章している。

## 生涯

### キャリア
1969年に製作した『ソーム旦那の話』は批評家から高い評価を得ており、インドにおけるニュー・ウェーヴ映画運動のきっかけになった作品に位置付けられている。ムリナール・セーンは「私的なマルクス主義者」を自称しており、監督作品の多くは政治的メッセージ性の強い内容が多く、批評家からも「マルクス主義的芸術家」と評されている。彼が活動していた時期はインドで政情不安が起きており、特に活動拠点であるコルカタ周辺ではナクサライト運動が活発化していたことも影響している。政情不安の時期が終わると、彼は中産階級を題材にした作品を手掛けるようになった。また、作品の舞台はコルカタが大半を占めており、コルカタを一つのキャラクターに位置付け、同地に暮らす人々や価値観、階級格差、都市の路地などを詳細に描写したことが評価されている。
第32回ベルリン国際映画祭、第13回モスクワ国際映画祭、第20回モスクワ国際映画祭では審査員を務めている。また、1998年から2003年にかけてインド上院議員を務めている。2012年7月24日にベンガル語映画界の著名人を表彰する西ベンガル州政府主催の式典に招待されなかったことが話題となり、「ムリナール・セーンの政治思想が問題視されたのではないか」と憶測を呼んだ。2017年にはアカデミー会員に選ばれている。

### 死去
2018年12月30日、ムリナール・セーンはボーワニポールの自宅で心臓発作を起こして死去した。

## フィルモグラフィー
- Raat Bhore（1955年）
- Neel Akasher Neechey（1959年）
- Baishe Sravana（1960年）
- Punascha（1961年）
- Abasheshe（1963年）
- Pratinidhi（1964年）
- Akash Kusum（1965年）
- Matira Manisha（1966年）
- ソーム旦那の話（英語版）（1969年）
- Ichhapuran（1970年）
- Interview（1971年）
- Ek Adhuri Kahani（1972年）
- Calcutta 71（1972年）
- Padatik（1973年）
- Chorus（1974年）
- Mrigayaa（1976年）
- Oka Oori Katha（1977年）
- Parashuram（1979年）
- Ek Din Pratidin（1979年）
- Chalchitra（1981年）
- Akaler Shandhaney（1982年）
- Kharij（1982年）
- Khandhar（1984年）
- Genesis（1986年）
- Kabhi Door Kabhi Paas（1986-1987年）
- Ek Din Achanak（1989年）
- Mahaprithibi（1991年）
- Antareen（1993年）
- Amar Bhuvan（2002年）

## 受賞歴

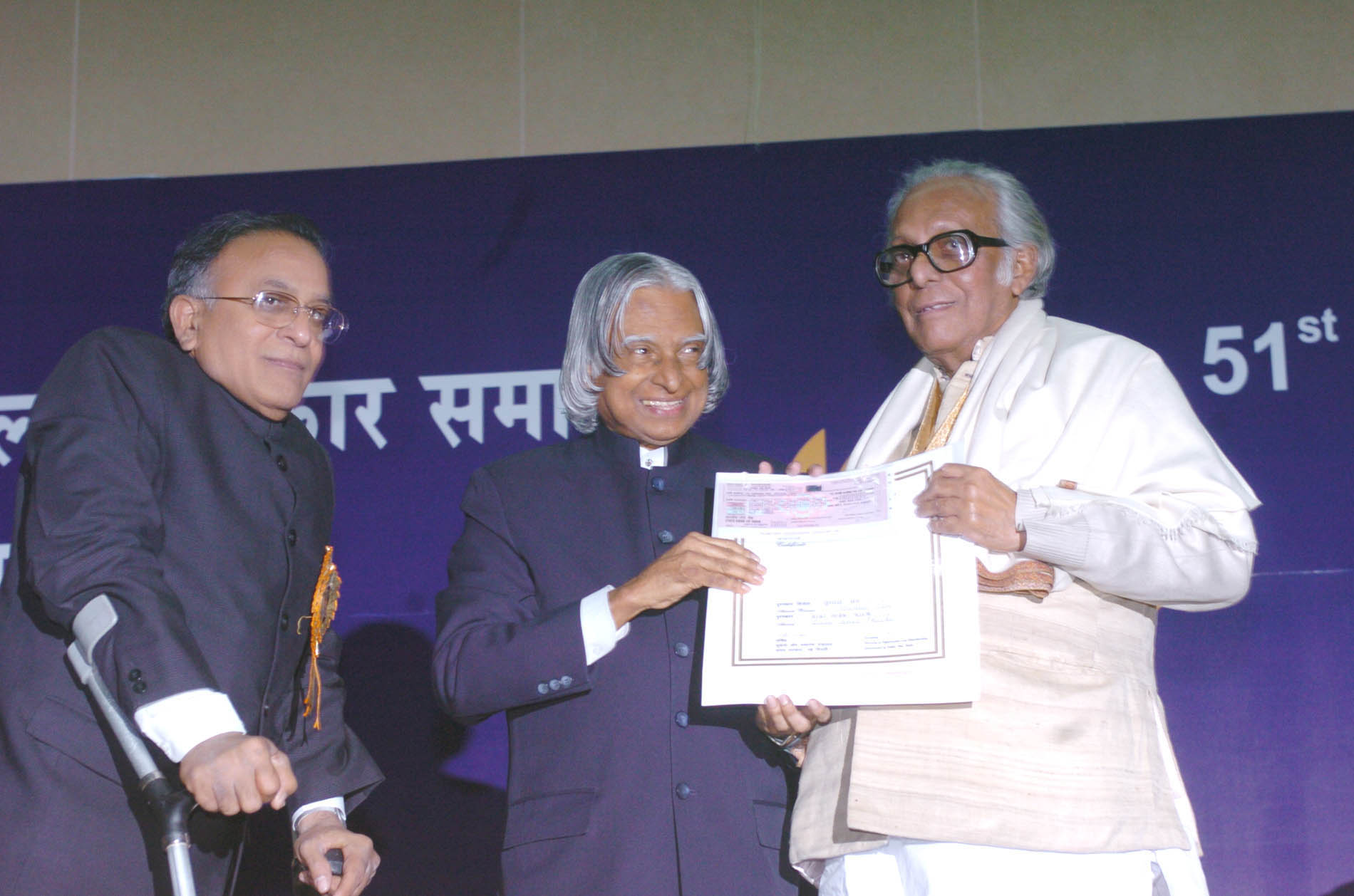
インド大統領アブドゥル・カラームからダーダーサーヘブ・パールケー賞を受け取るムリナール・セーン（2005年）

| 年                                  | 部門                            | 作品                  | 結果   | 出典   |
| 栄誉章                              | 栄誉章                          | 栄誉章                | 栄誉章 | 栄誉章 |
| ----------------------------------- | ------------------------------- | --------------------- | ------ | ------ |
| 1979年                              | ソビエト・ランド・ネルー賞      | N/A                   | 受賞   | [ 16 ] |
| 1981年                              | パドマ・ブーシャン勲章          | N/A                   | 受賞   | [ 17 ] |
| 1985年                              | 芸術文化勲章 （コマンドゥール） | N/A                   | 受賞   | [ 18 ] |
| 2000年                              | 友情勲章                        | N/A                   | 受賞   | [ 19 ] |
| 名誉学位                            |                                 |                       |        |        |
| 1993年                              | バルドワン大学                  | 名誉文学博士          | 受賞   |        |
| 1996年                              | ジャダヴプル大学                | 名誉文学博士          | 受賞   |        |
| 1999年                              | ラビンドラ・バーラティ大学      | 名誉文学博士          | 受賞   | [ 20 ] |
| 2009年                              | コルカタ大学                    | 名誉文学博士          | 受賞   | [ 21 ] |
| 国家映画賞                          |                                 |                       |        |        |
| 1962年                              | 第3位ベンガル語長編映画賞       | 『Punascha』          | 受賞   | [ 22 ] |
| 1966年                              | 第1位ベンガル語長編映画賞       | 『Akash Kusum』       | 受賞   | [ 23 ] |
| 1970年                              | 長編映画賞                      | 『ソーム旦那の話』    | 受賞   | [ 24 ] |
| 1970年                              | 監督賞                          | 『ソーム旦那の話』    | 受賞   | [ 24 ] |
| 1973年                              | 第2位映画賞                     | 『Calcutta 71』       | 受賞   | [ 25 ] |
| 1974年                              | 脚本賞                          | 『Padatik』           | 受賞   | [ 26 ] |
| 1976年                              | 長編映画賞                      | 『Chorus』            | 受賞   | [ 27 ] |
| 1977年                              | 長編映画賞                      | 『Mrigayaa』          | 受賞   | [ 28 ] |
| 1978年                              | テルグ語長編映画賞              | 『Oka Oori Katha』    | 受賞   | [ 29 ] |
| 1979年                              | 特別賞                          | 『Parashuram』        | 受賞   | [ 30 ] |
| 1980年                              | ベンガル語長編映画賞            | 『Ek Din Pratidin』   | 受賞   | [ 31 ] |
| 1980年                              | 監督賞                          | 『Ek Din Pratidin』   | 受賞   | [ 31 ] |
| 1981年                              | 長編映画賞                      | 『Akaler Shandhaney』 | 受賞   | [ 32 ] |
| 1981年                              | 監督賞                          | 『Akaler Shandhaney』 | 受賞   | [ 32 ] |
| 1981年                              | 脚本賞                          | 『Akaler Shandhaney』 | 受賞   | [ 32 ] |
| 1983年                              | 第2位映画賞                     | 『Kharij』            | 受賞   | [ 33 ] |
| 1983年                              | 脚本賞                          | 『Kharij』            | 受賞   | [ 33 ] |
| 1984年                              | 監督賞                          | 『Khandhar』          | 受賞   | [ 34 ] |
| 1994年                              | ベンガル語長編映画賞            | 『Antareen』          | 受賞   | [ 35 ] |
| 2005年                              | ダーダーサーヘブ・パールケー賞  | N/A                   | 受賞   | [ 36 ] |
| フィルムフェア賞                    |                                 |                       |        |        |
| 1977年                              | 審査員選出作品賞                | 『Mrigayaa』          | 受賞   | [ 37 ] |
| 1985年                              | 脚本賞                          | 『Khandhar』          | 受賞   | [ 37 ] |
| フィルムフェア賞 東インド映画部門   |                                 |                       |        |        |
| 1982年                              | 監督賞                          | 『Akaler Shandhaney』 | 受賞   |        |
| フィルムフェア賞 ベンガル語映画部門 |                                 |                       |        |        |
| 2018年                              | 生涯功労賞                      | N/A                   | 受賞   | [ 38 ] |
| インド国際映画祭                    |                                 |                       |        |        |
| 1969年                              | 審査員特別賞                    | 『ソーム旦那の話』    | 受賞   | [ 39 ] |
| ヴェネツィア国際映画祭              |                                 |                       |        |        |
| 1989年                              | 栄誉賞                          | 『Ek Din Achanak』    | 受賞   |        |
| カイロ国際映画祭                    |                                 |                       |        |        |
| 2002年                              | 監督賞                          | 『Aamar Bhuvan』      | 受賞   | [ 40 ] |
| カルロヴィ・ヴァリ国際映画祭        |                                 |                       |        |        |
| 1978年                              | 審査員特別賞                    | 『Oka Oori Katha』    | 受賞   |        |
| カンヌ国際映画祭                    |                                 |                       |        |        |
| 1983年                              | 審査員賞                        | 『Kharij』            | 受賞   | [ 41 ] |
| シカゴ国際映画祭                    |                                 |                       |        |        |
| 1984年                              | ゴールド・ヒューゴ賞            | 『Khandhar』          | 受賞   | [ 42 ] |
| ベルリン国際映画祭                  |                                 |                       |        |        |
| 1981年                              | 銀熊賞                          | 『Akaler Sandhane』   | 受賞   | [ 43 ] |
| モスクワ国際映画祭                  |                                 |                       |        |        |
| 1975年                              | 銀賞                            | 『Chorus』            | 受賞   | [ 44 ] |
| 1979年                              | 銀賞                            | 『Parashuram』        | 受賞   | [ 45 ] |
| モントリオール世界映画祭            |                                 |                       |        |        |
| 1984年                              | 審査員特別賞                    | 『Khandhar』          | 受賞   |        |